# Mike Lay
Michael „Mike“ Lay (* 22. März 1963 in Meadow Lake, Saskatchewan) ist ein ehemaliger deutsch-kanadischer Eishockeyspieler und -trainer.

## Karriere
Mike Lay war bei den Medicine Hat Tigers einer der dominanten Spieler und konnte in drei aufeinanderfolgenden Spielzeiten der Western Hockey League über 100 Scorerpunkte erzielen. Dennoch war er nicht im Blickfeld der NHL-Franchises und wurde auch nicht gedraftet. Zur Saison 1984/85 wechselte er nach Deutschland zum Zweitligisten SV Bayreuth. Mit 27 Toren und 18 Vorlagen in der Aufstiegsrunde war er fast an der Hälfte der Bayreuther Tore beteiligt und hatte so großen Anteil am Aufstieg. Lay selbst blieb aber nicht in Bayreuth, sondern wechselte zum Schwenninger ERC. Nach der Saison in Deutschland ging er noch für einige Spiele zu den Rochester Americans in die American Hockey League. Danach pausierte er für 18 Monate, um nicht weiter eine Kontingentstelle für Ausländer zu belegen.
Zur Saison 1987/88 kehrte Lay nach Schwenningen zurück und blieb dort vier Spielzeiten, bevor er zur Saison 1991/92 zum amtierenden deutschen Meister, der Düsseldorfer EG, wechselte. In den zwei folgenden Spielzeiten mit der DEG gewann er den Meistertitel. Weiter ging es für ihn beim EV Landshut. Dort startete er auch in die erste DEL-Saison 1994/95, doch zum Jahresende wechselte er zurück nach Schwenningen, wo das Team inzwischen SERC Wild Wings hieß. Seine letzte Station ab der Saison 1997/98 war der REV Bremerhaven.